# Campionat del Món de natació de 1986
El Campionat del Món de natació de 1986 fou una competició esportiva que es realitzà entre els dies 13 i 23 d'agost de 1986 a la ciutat de Madrid (Espanya) sota l'organització de la Federació Internacional de Natació (FINA), esdevenint la cinquena edició d'aquesta competició mundial.
Es realitzaren competicions de natació, natació sincronitzada, salts i waterpolo.

## Proves
- Natació al Campionat del Món de natació de 1986
- Natació sincronitzada al Campionat del Món de natació de 1986
- Salts al Campionat del Món de natació de 1986
- Waterpolo al Campionat del Món de natació de 1986

## Medaller
Seu
| Posició | País            | Or | Plata | Bronze | Total |
| 1       | RDA             | 14 | 12    | 4      | 30    |
| 2       | Estats Units    | 9  | 10    | 13     | 32    |
| 3       | Canadà          | 4  | 2     | 2      | 8     |
| 4       | RFA             | 4  | 2     | 1      | 7     |
| 5       | Hongria         | 3  | 0     | 0      | 3     |
| 6       | R.P. de la Xina | 2  | 4     | 1      | 7     |
| 7       | Unió Soviètica  | 2  | 3     | 7      | 12    |
| 8       | Romania         | 1  | 0     | 1      | 2     |
| 9       | Austràlia       | 1  | 0     | 0      | 1     |
| 9       | Iugoslàvia      | 1  | 0     | 0      | 1     |
| 11      | Itàlia          | 0  | 3     | 0      | 3     |
| 12      | Països Baixos   | 0  | 1     | 4      | 5     |
| 13      | Bulgària        | 0  | 1     | 1      | 2     |
| 13      | França          | 0  | 1     | 1      | 2     |
| 13      | Suïssa          | 0  | 1     | 1      | 2     |
| 16      | Nova Zelanda    | 0  | 1     | 0      | 1     |
| 17      | Japó            | 0  | 0     | 2      | 2     |
| 17      | Regne Unit      | 0  | 0     | 2      | 2     |
| 19      | Dinamarca       | 0  | 0     | 1      | 1     |
| Total   | Total           | 41 | 41    | 41     | 123   |